# シティランナー
シティランナー（Cityrunner）は、鉄道車両メーカーのボンバルディア・トランスポーテーションが開発した路面電車車両のブランド名。車内全体がバリアフリーに適した低床構造となっている超低床電車で、2017年現在は「フレキシティ・アウトルックC（Flexity Outlook C）」と言うブランド名で展開が行われている。

## 概要
フレキシティはボンバルディア・トランスポーテーションが手掛ける路面電車・ライトレール路線向けの電車ブランドで、世界各地の路面電車事業者の需要に応じた多彩な車種が展開されている。このブランドが成立した当初、その多くはアドトランツを始めボンバルディアが買収した各企業から継承した車種であったが、「フレキシティ・アウトルック」ブランドに吸収された「シティランナー」についてはそれ以前からボンバルディアが独自に開発・展開していた超低床電車である。
シティランナーは台車が存在する車体が存在しない車体（フローティング車体）を挟み込むという編成を組む連接車で、最大7車体まで組成可能である他、軌間も最小900 mm、最大1,495 mmまで対応している。最初に製造されたグラーツ市電向け車両を除いた特徴として、車内に段差が存在しない100 %超低床電車でありながら台車に車軸や枕ばねが設置されている事が挙げられ、車輪も直径を抑えた小径車輪が用いられている。これは100 %超低床電車としては世界初の構造で、グラーツ市電向け車両のような車軸がない独立車輪式台車を用いた場合と比較して騒音や振動が抑制される他、線路の摩耗も抑えられるため施設のメンテナンスコストが削減される効果もある。一方で車軸が存在するため台車が存在する車体の床上高さが高くなっており、車内には緩やかなスロープが存在する。主電動機は台車側梁の外側に搭載されている。
鋼製の構体はリベットを用いて組み立てられ、前面は繊維強化プラスチックが使われている。また外板も繊維強化プラスチックが採用されている他、前面窓・側窓は強度を増した強化ガラスとなっており、衝突事故などの車体破損時の乗務員や乗客の安全が確保されている。また、側窓は顧客の要望に基づき、太陽光の差し込みを抑制した着色ガラスとする事も可能である。屋根には冷暖房双方に対応した空調装置が設置されており、これを含めた電気機器はドイツ・マンハイムにあるボンバルディアの工場で生産されている。

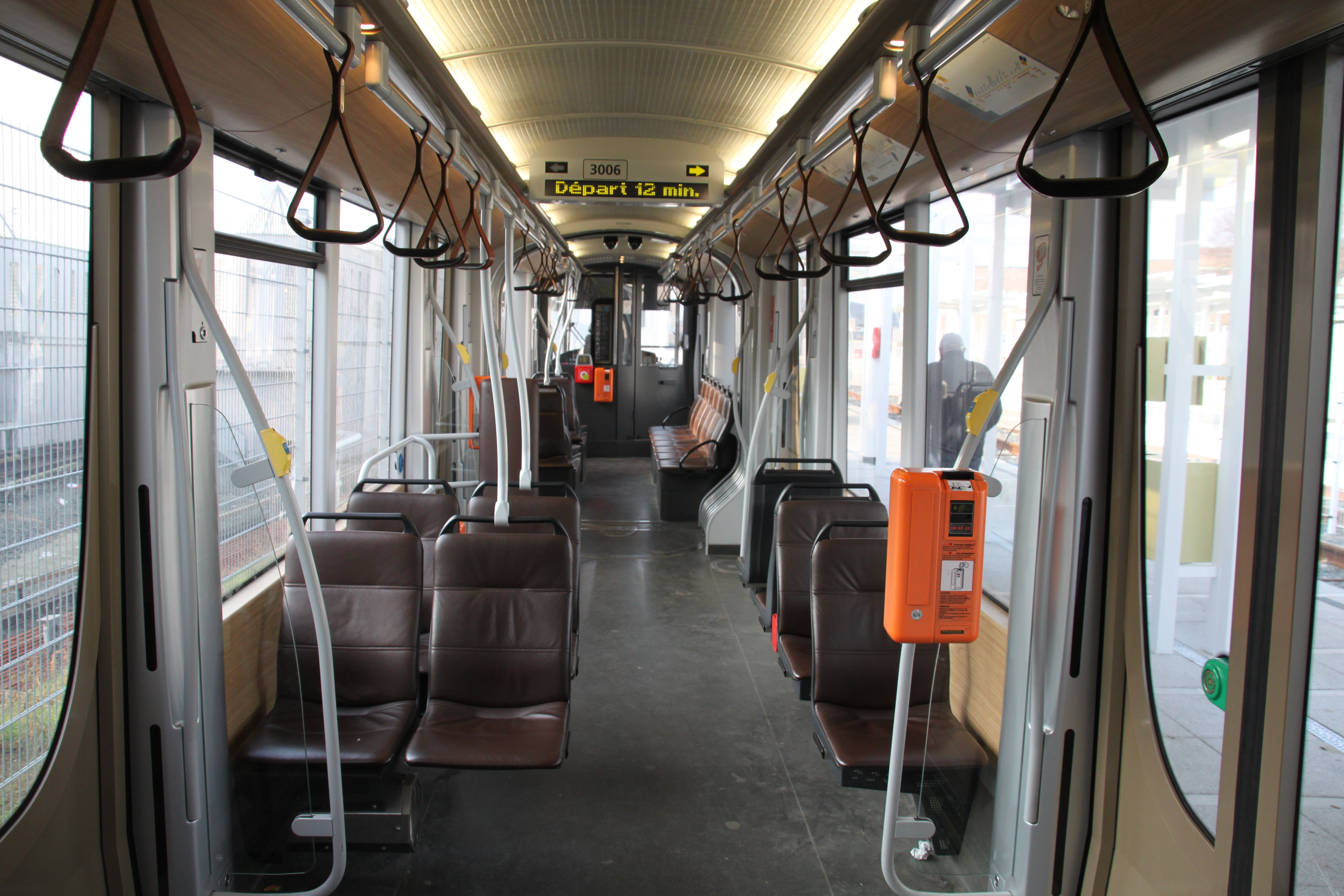
車内（ブリュッセル）
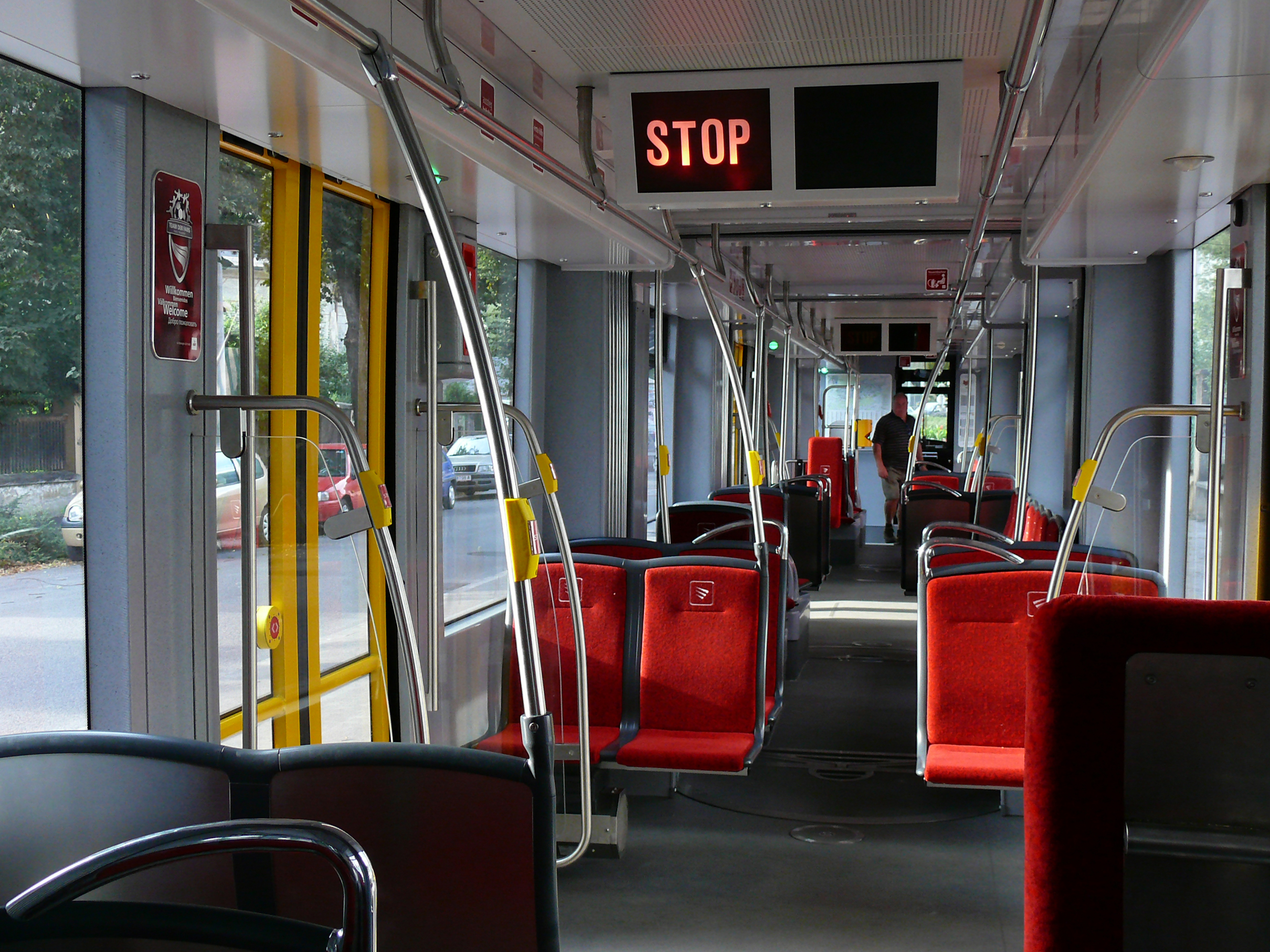
車内（インスブルック）
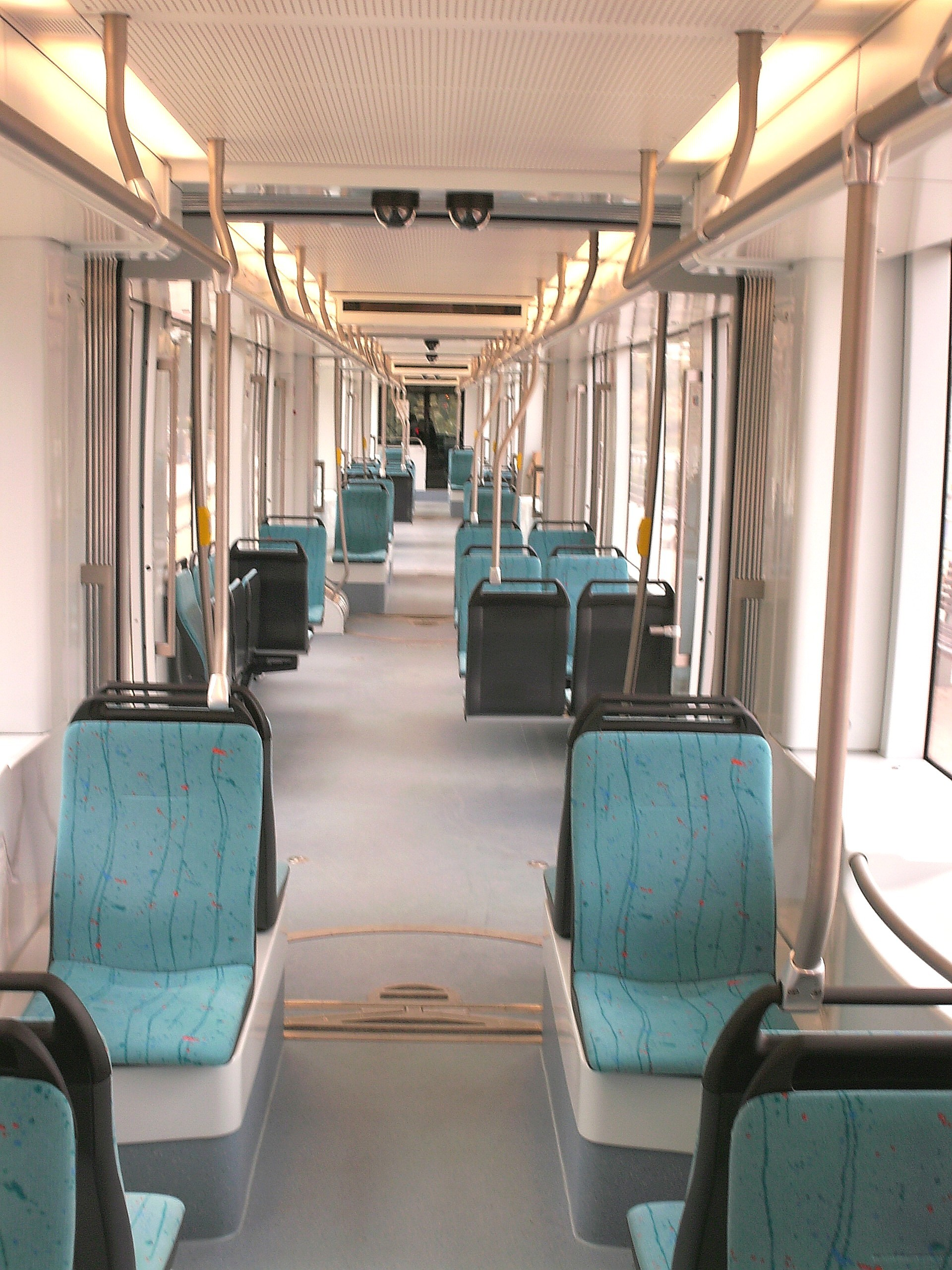
車内（アリカンテ）
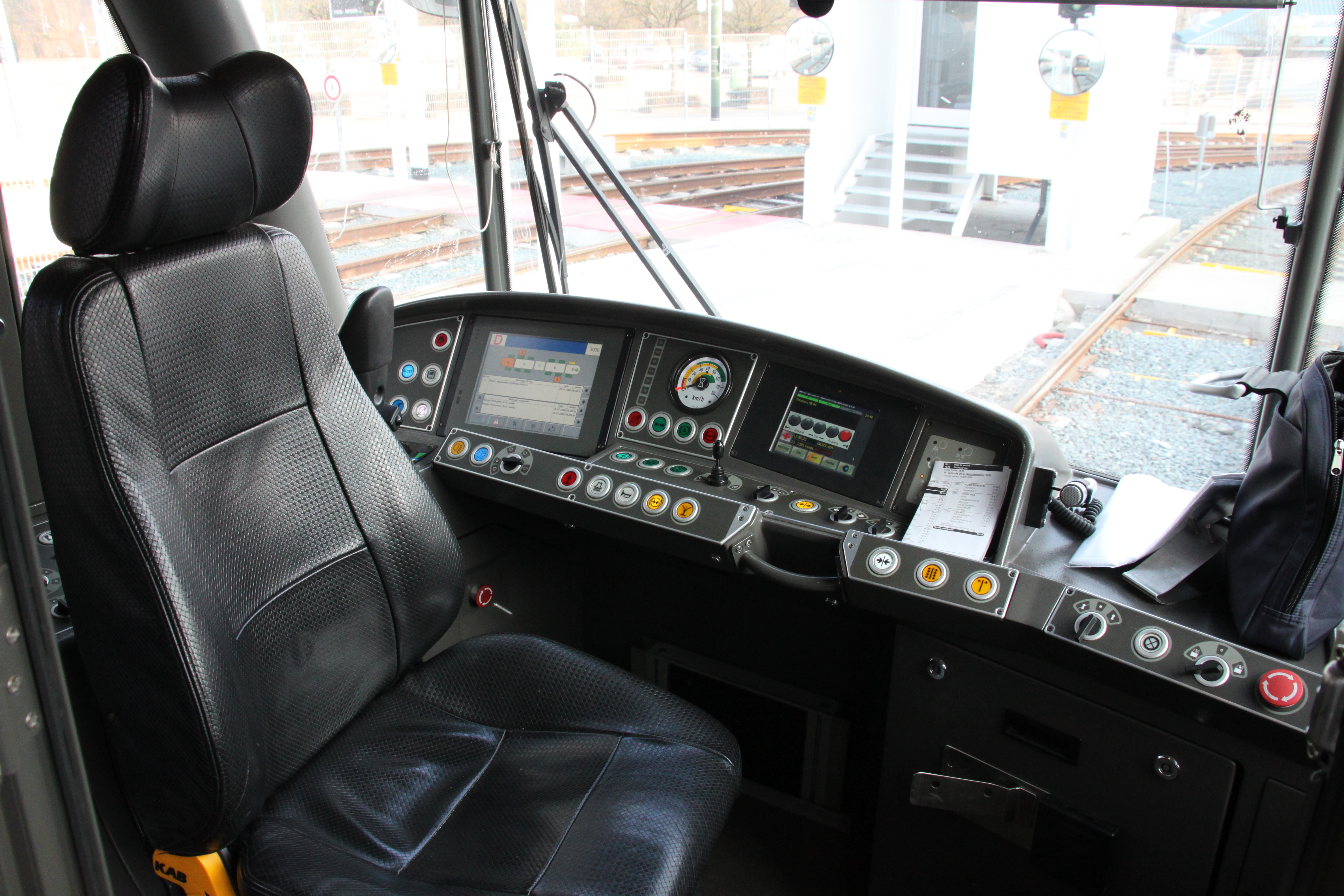
運転台（ブリュッセル）
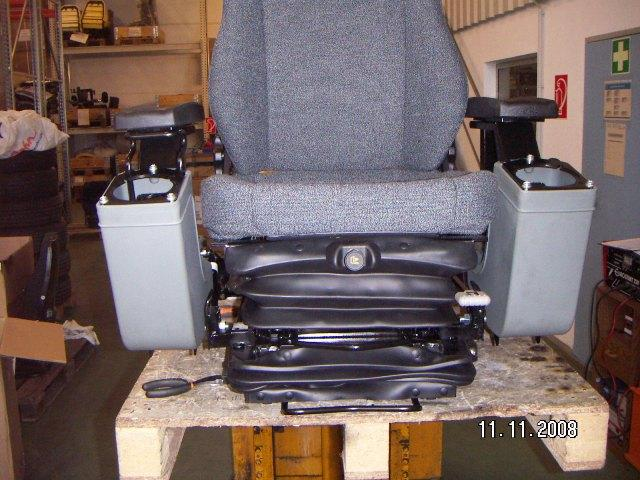
運転士用の座席（リンツ）
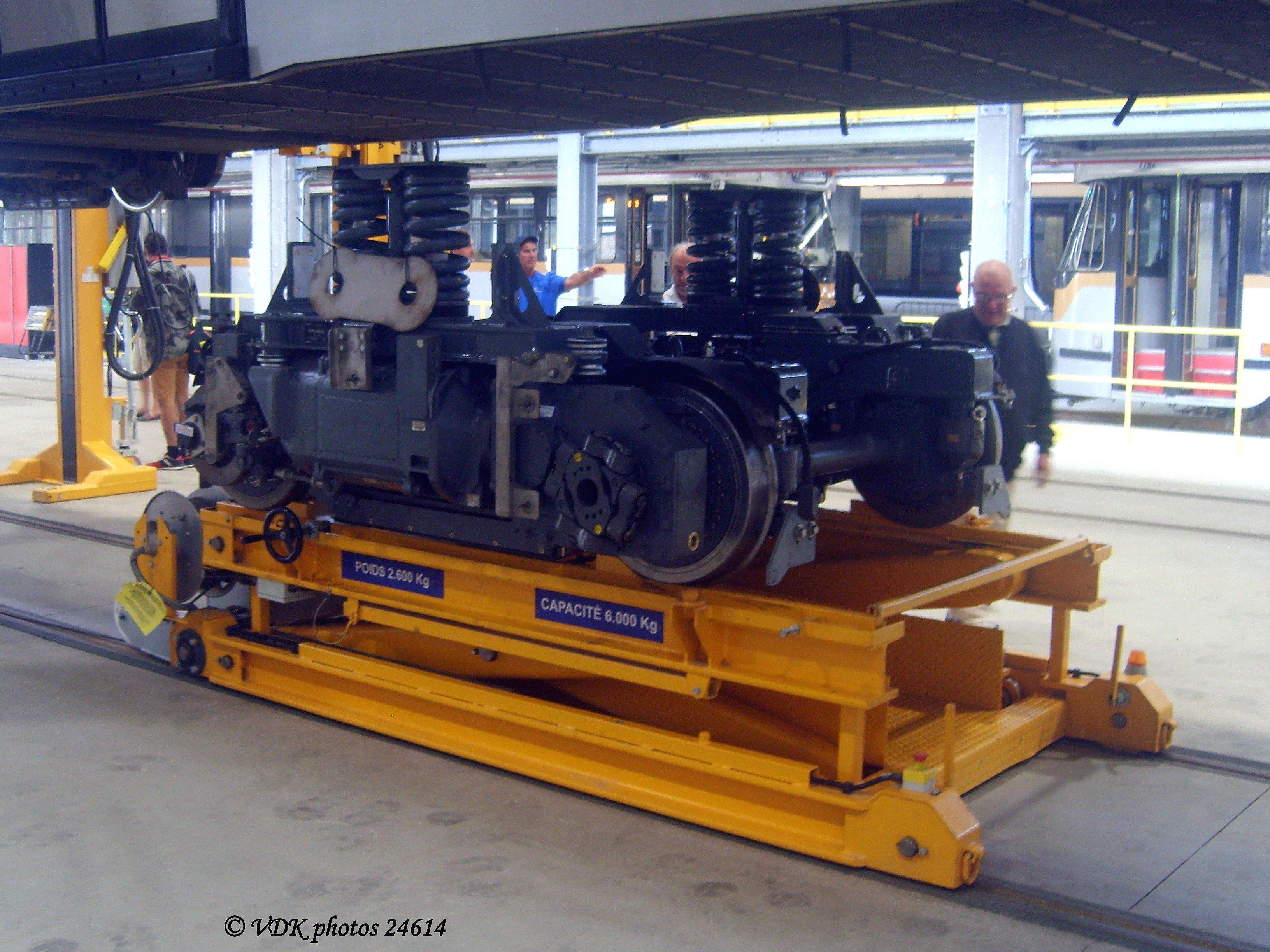
台車（ブリュッセル）

## 運用・導入都市
最初の車両となる「シティランナー（Cityrunner）」はオーストリア・グラーツ（グラーツ市電）向けに製造が行われ、1998年に発注後2001年から営業運転を開始した。続いて同年からオーストリア・リンツ（リンツ市電）向けに車軸付き台車を用いた「シティランナー2（Cityrunner 2）」の製造が始まり、以降同形式を基にした車両が「フレキシティ・アウトルック」というブランド名でヨーロッパ各国やカナダ、トルコなど世界各地に向けて展開が行われている。製造はオーストリア・ウィーンやベルギー・ブリュッセル、ドイツ・バウツェンにあるボンバルディアの工場で行われているが、カナダ・トロント（トロント市電）向けの車両については同国オンタリオ州にある各工場（サンダーベイ、キングストン）で生産が実施されている。また発注両数が少ない場合はボンバルディア側で車体や部品を生産し各路面電車事業者の車両基地で最終組み立てを行う形も取られている。
シティランナー（→フレキシティ・アウトルック）が導入された、もしくは今後導入される予定の都市は以下の通りである。
| シティランナー/フレキシティ・アウトルックC 導入都市一覧 | シティランナー/フレキシティ・アウトルックC 導入都市一覧 | シティランナー/フレキシティ・アウトルックC 導入都市一覧 | シティランナー/フレキシティ・アウトルックC 導入都市一覧 | シティランナー/フレキシティ・アウトルックC 導入都市一覧 | シティランナー/フレキシティ・アウトルックC 導入都市一覧                                           |
| 国                                                      | 都市                                                    | 編成                                                    | 運転台                                                  | 両数                                                    | 備考・参考                                                                                        |
| ------------------------------------------------------- | ------------------------------------------------------- | ------------------------------------------------------- | ------------------------------------------------------- | ------------------------------------------------------- | ------------------------------------------------------------------------------------------------- |
| イタリア                                                | パレルモ                                                | 5車体連接車                                             | 両運転台                                                | 17両                                                    | [ 10 ] [ 11 ]                                                                                     |
| オーストリア                                            | インスブルック (インスブルック市電)                     | 5車体連接車                                             | 両運転台                                                | 52両                                                    | 詳細は「フレキシティ・アウトルック (インスブルック市電)」を参照                                   |
| オーストリア                                            | リンツ (リンツ市電)                                     | 7車体連接車                                             | 片運転台                                                | 33両                                                    | 詳細は「シティランナー (リンツ市電)」を参照 「シティランナー」、軌間900mm 2002年から営業運転開始  |
| オーストリア                                            | リンツ (リンツ市電)                                     | 7車体連接車                                             | 片運転台                                                | 29両                                                    | 詳細は「シティランナー (リンツ市電)」を参照 「シティランナー2」、軌間900mm 2011年から営業運転開始 |
| オーストリア                                            | リンツ (ペストリングベルク鉄道)                         | 3車体連接車                                             | 両運転台                                                | 4両                                                     | 「マウンテンランナー(Mountainrunner)」、軌間900mm                                                 |
| オーストリア                                            | グラーツ (グラーツ市電)                                 | 5車体連接車                                             | 片運転台                                                | 18両                                                    | 詳細は「シティランナー (グラーツ市電)」を参照 「シティランナー」 独立車輪式台車を採用             |
| カナダ                                                  | トロント (トロント市電)                                 | 5車体連接車                                             | 片運転台                                                | 204両                                                   | 軌間1,495mm トロント市電の規格に合わせた設計変更を実施                                            |
| スイス                                                  | ジュネーヴ                                              | 7車体連接車                                             | 両運転台                                                | 39両                                                    | [ 10 ] [ 21 ]                                                                                     |
| スペイン                                                | アリカンテ バレンシア                                   | 5車体連接車                                             | 両運転台                                                | 44両                                                    | [ 10 ] [ 22 ]                                                                                     |
| ドイツ                                                  | アウクスブルク (アウクスブルク市電)                     | 7車体連接車                                             | 片運転台                                                | 27両                                                    | [ 10 ] [ 23 ]                                                                                     |
| ドイツ                                                  | クレーフェルト                                          | 5車体連接車                                             | 両運転台                                                | 31両                                                    | [ 10 ] [ 24 ] [ 25 ]                                                                              |
| トルコ                                                  | エスキシェヒル (エストラム)                             | 5車体連接車                                             | 片運転台                                                | 23両                                                    | [ 10 ] [ 26 ]                                                                                     |
| フランス                                                | マルセイユ (マルセイユ・トラム)                         | 5車体連接車                                             | 両運転台                                                | 30両                                                    | [ 10 ] [ 27 ] [ 28 ]                                                                              |
| フランス                                                | マルセイユ (マルセイユ・トラム)                         | 7車体連接車                                             | 両運転台                                                | 6両                                                     | [ 10 ] [ 27 ] [ 28 ]                                                                              |
| ベルギー                                                | ブリュッセル (ブリュッセル市電)                         | 5車体連接車                                             | 両運転台                                                | 150両                                                   | 詳細は「ブリュッセル首都圏交通T3000形」、「T4000形電車」を参照                                    |
| ベルギー                                                | ブリュッセル (ブリュッセル市電)                         | 7車体連接車                                             | 両運転台                                                | 70両                                                    | 詳細は「ブリュッセル首都圏交通T3000形」、「T4000形電車」を参照                                    |
| ポーランド                                              | ウッチ                                                  | 5車体連接車                                             | 片運転台                                                | 15両                                                    | 詳細は「シティランナー (ウッチ市電)」を参照                                                       |

## ギャラリー

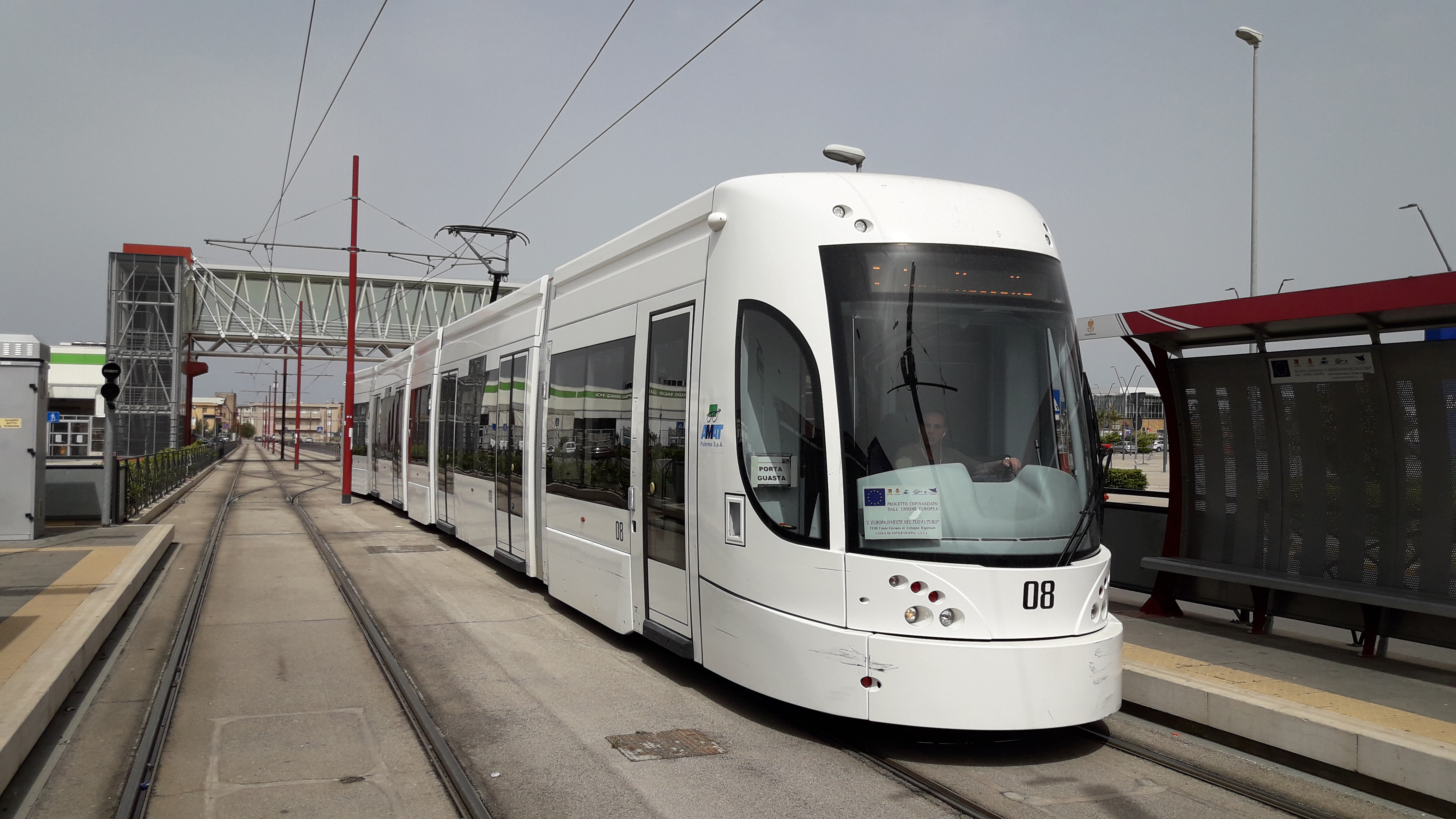
イタリア：パレルモ
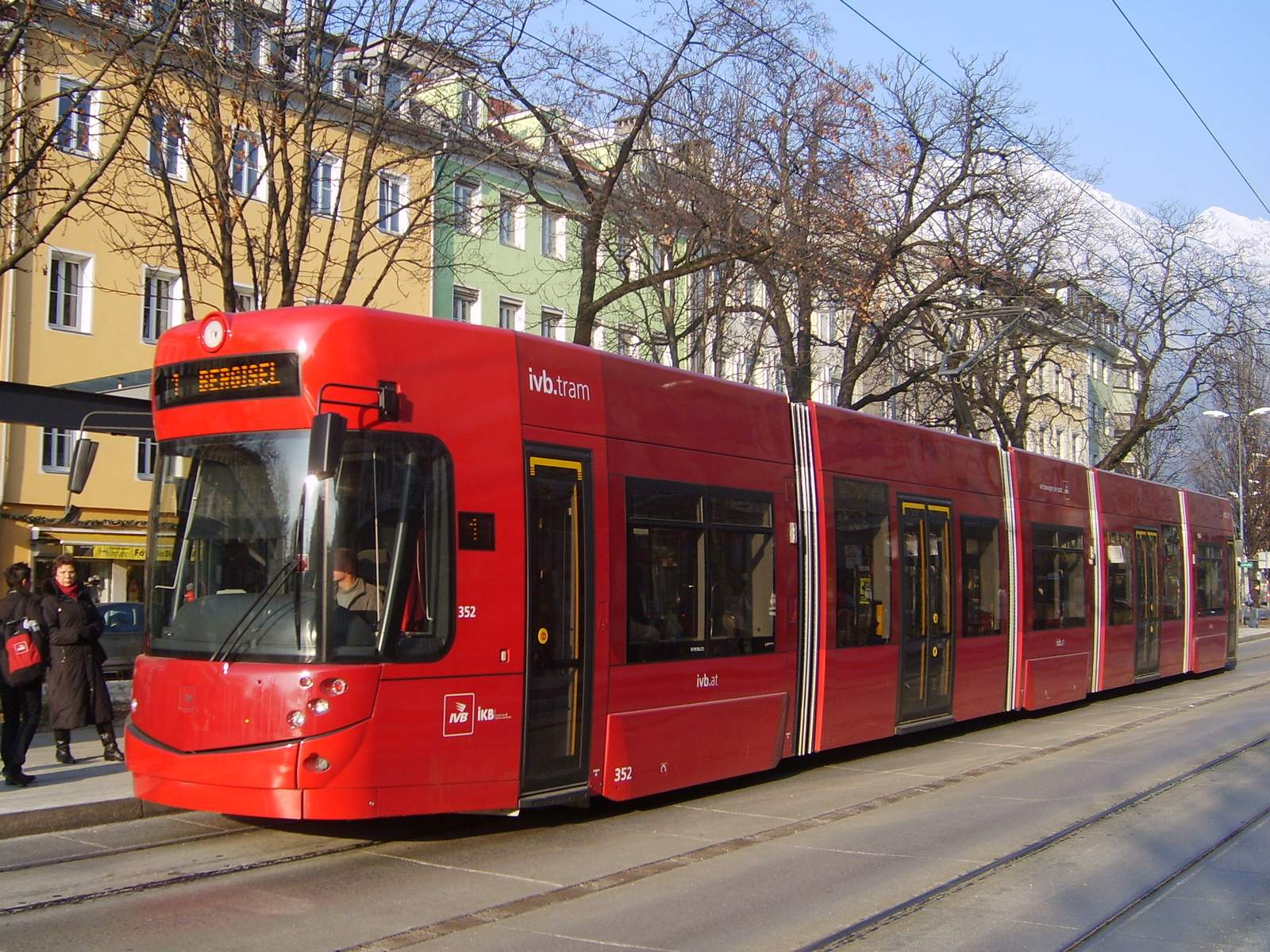
オーストリア：インスブルック
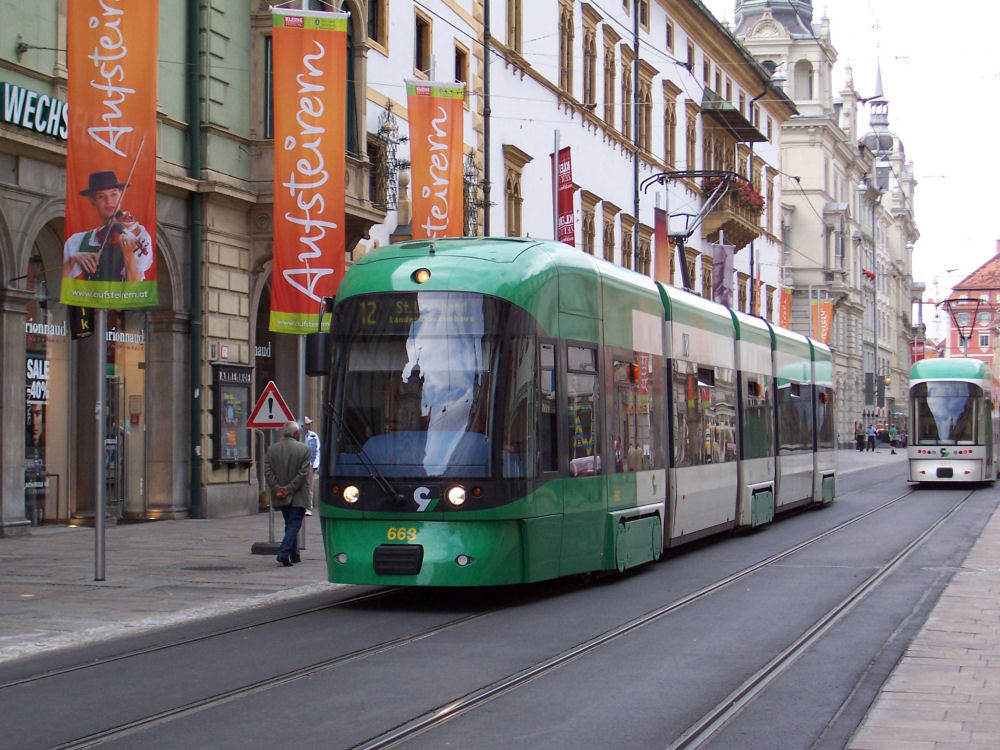
オーストリア：グラーツ (シティランナー)
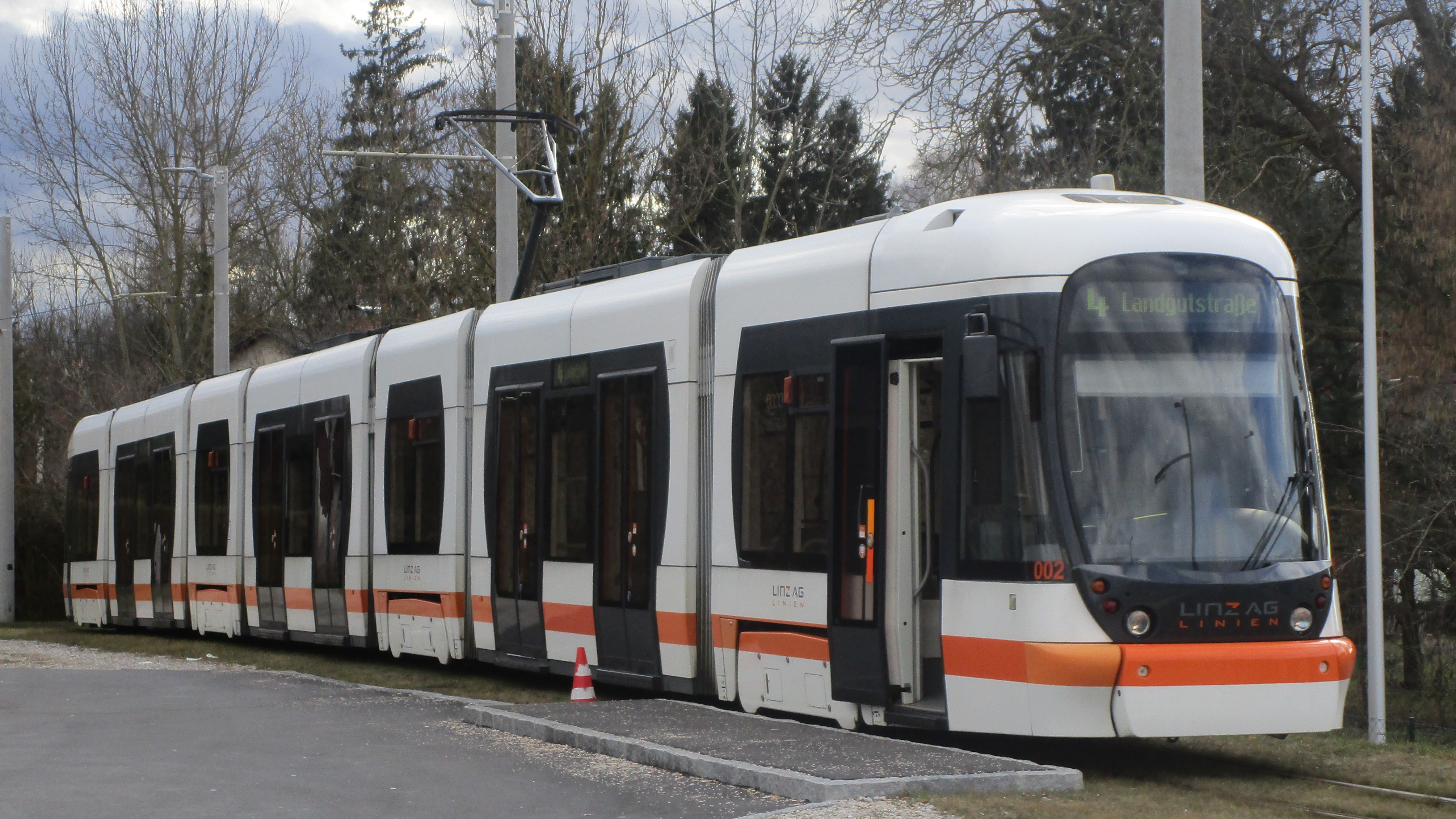
オーストリア：リンツ （リンツ市電） （シティランナー2）
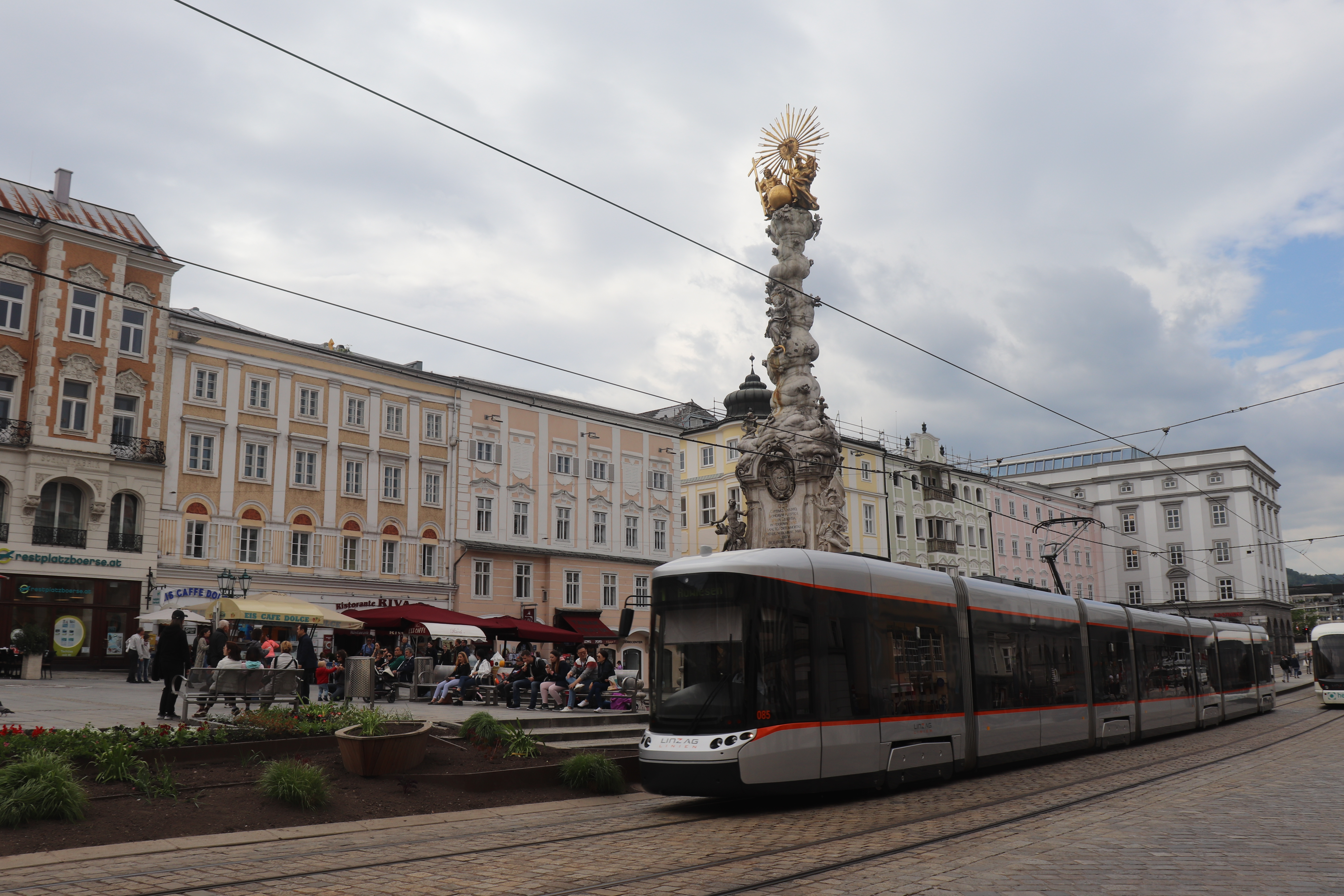
オーストリア：リンツ （リンツ市電） （フレキシティ・アウトルックC）
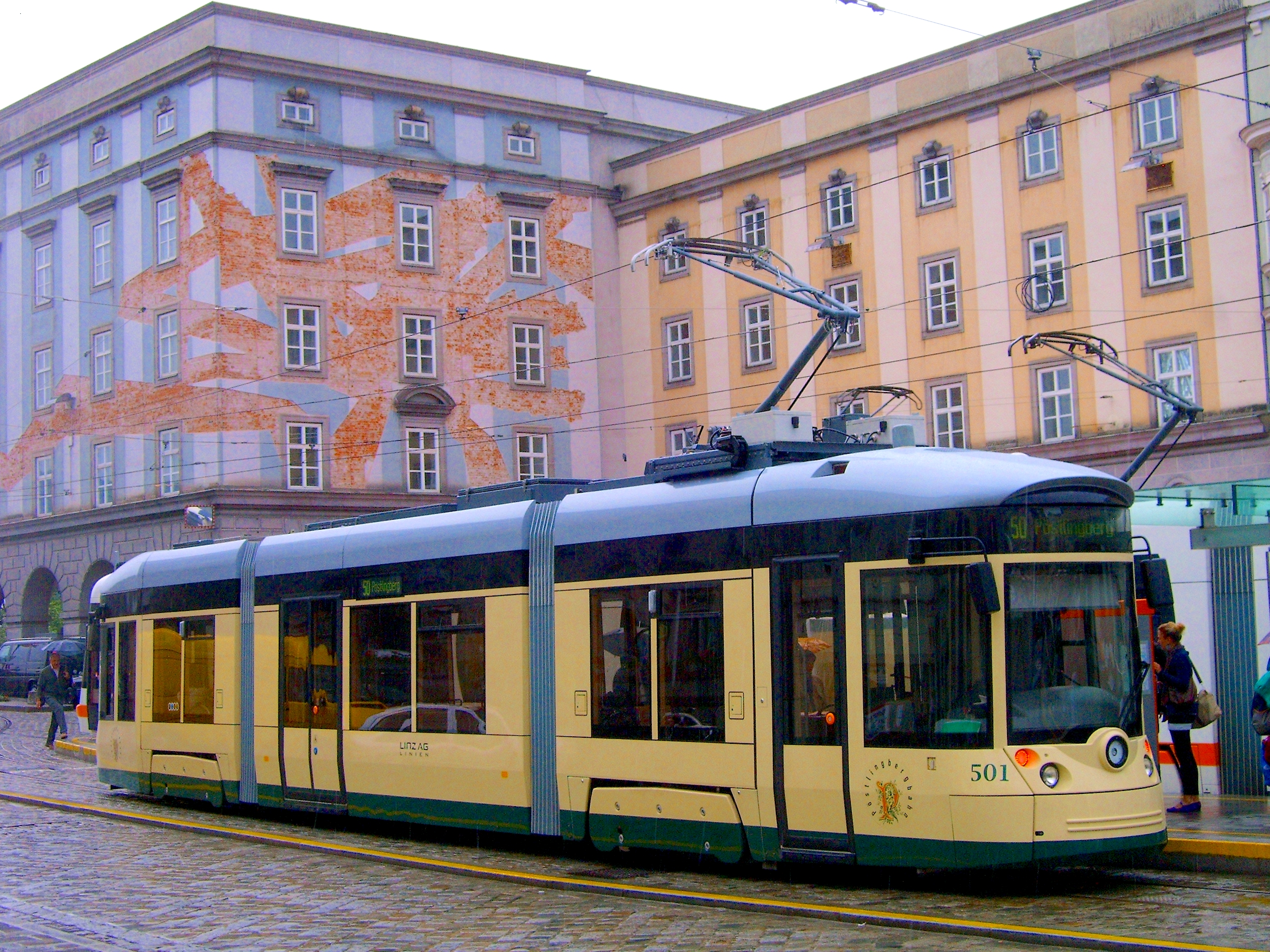
オーストリア：リンツ （ペストリングベルク鉄道）
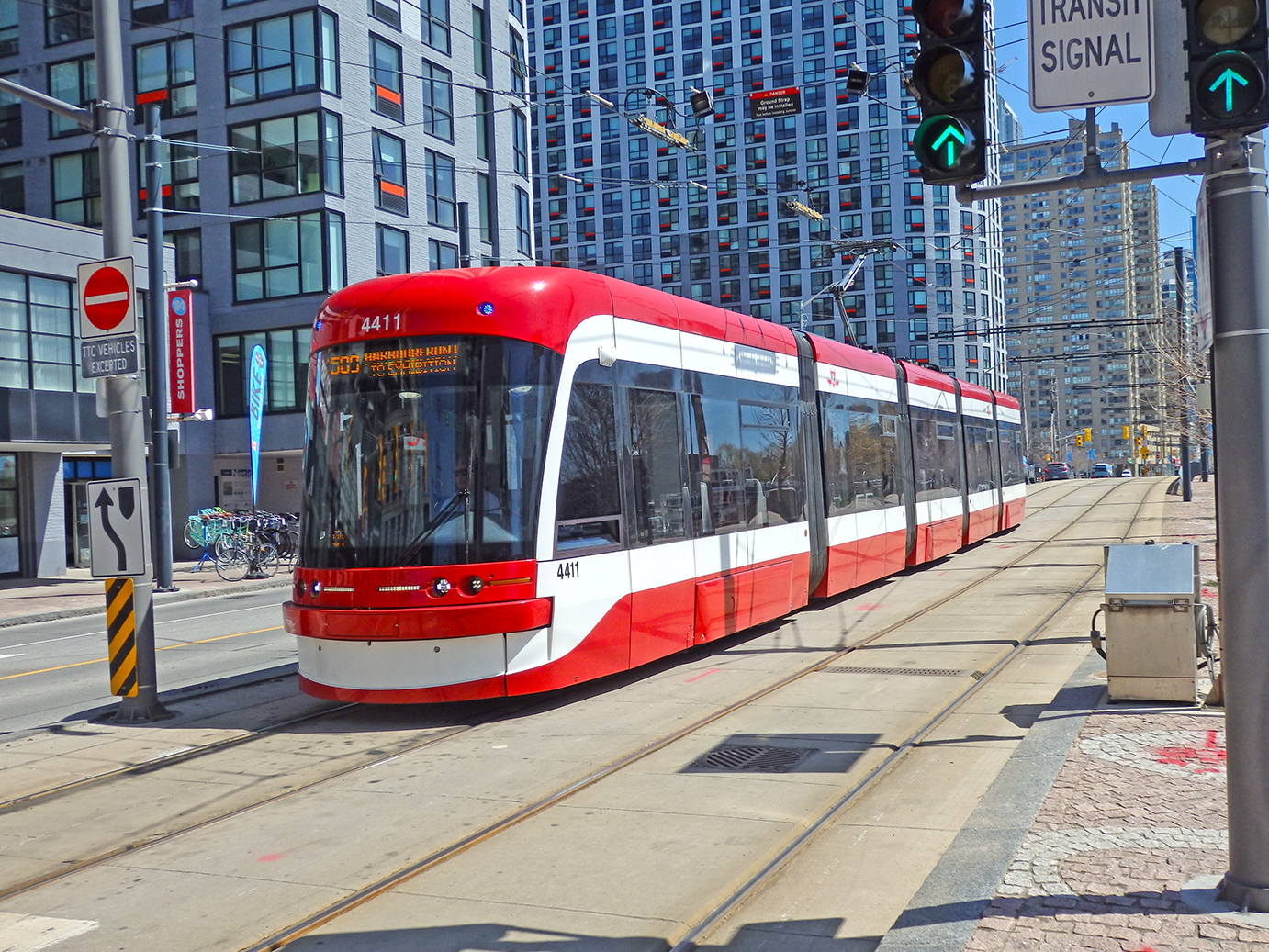
カナダ：トロント （トロント市電）
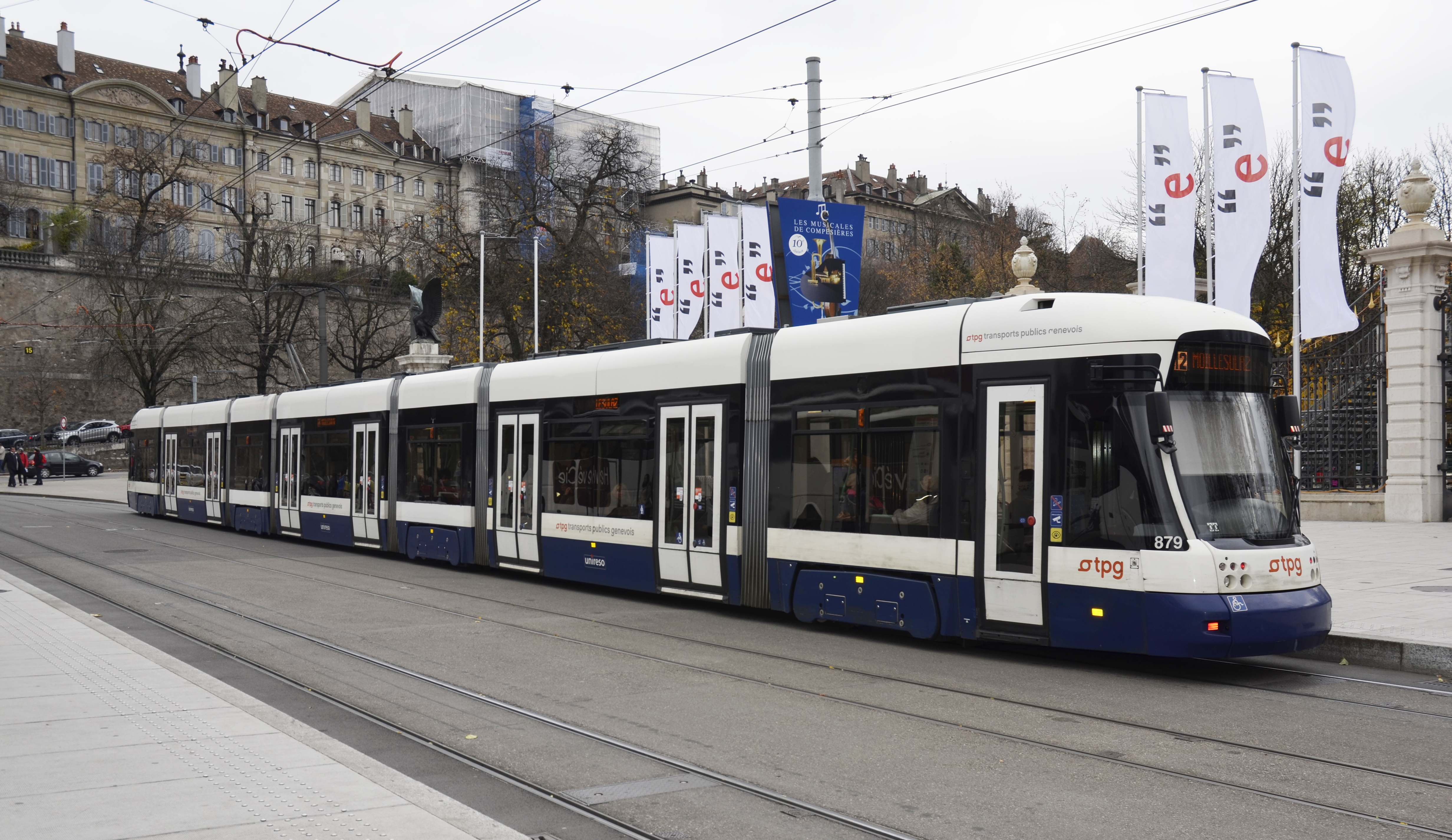
スイス：ジュネーヴ
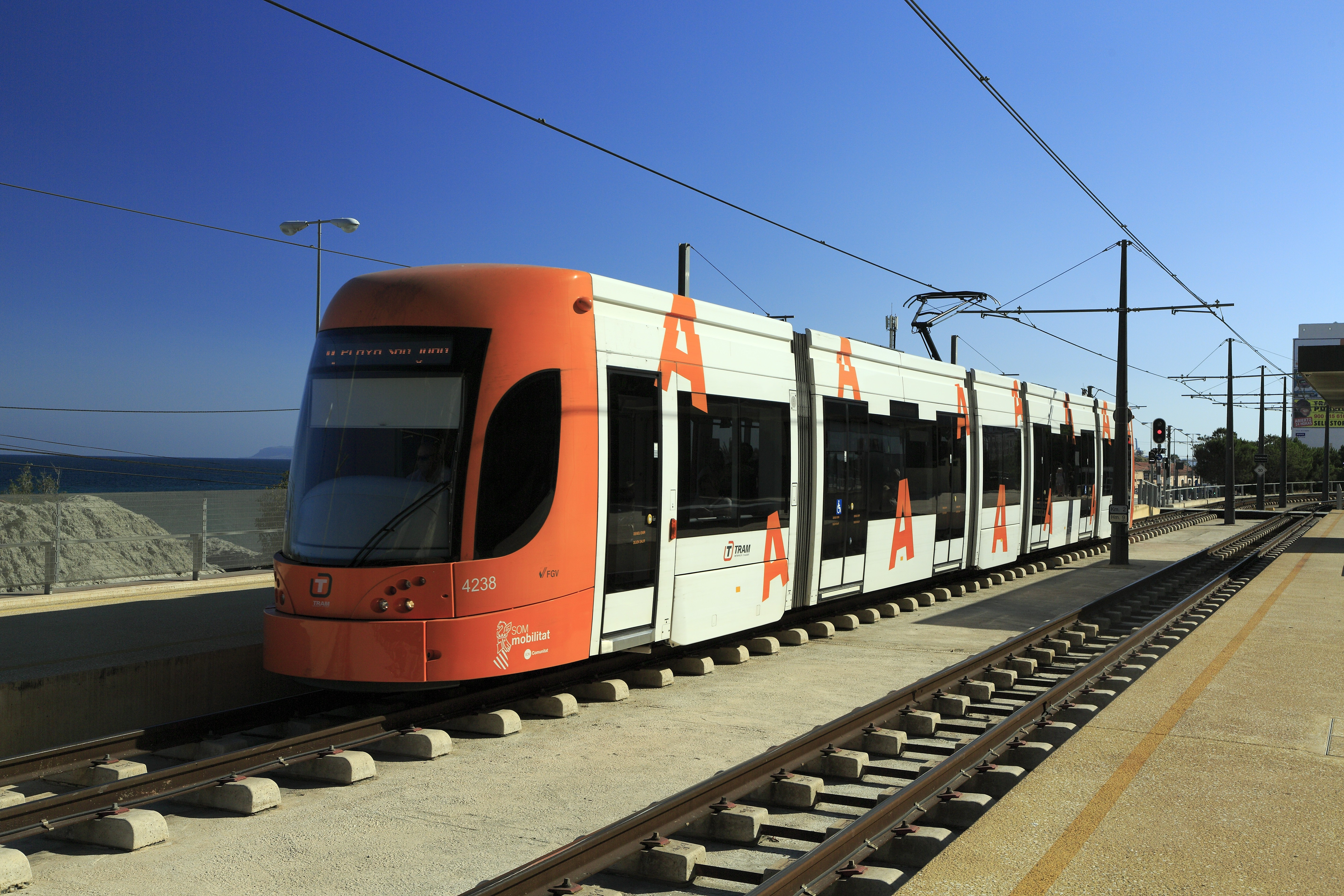
スペイン：アリカンテ
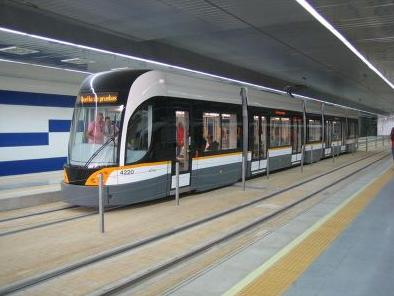
スペイン：バレンシア
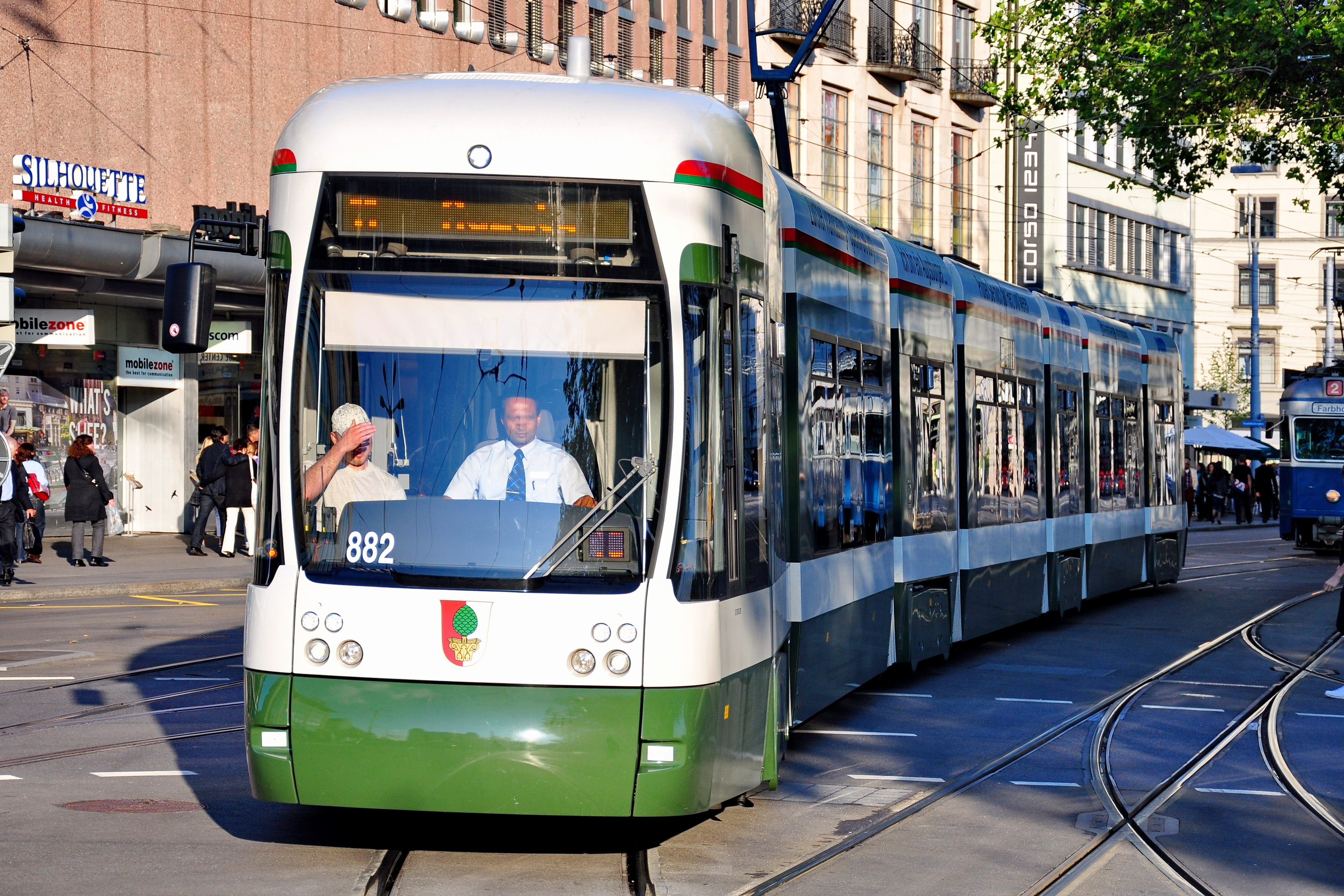
ドイツ：アウクスブルク
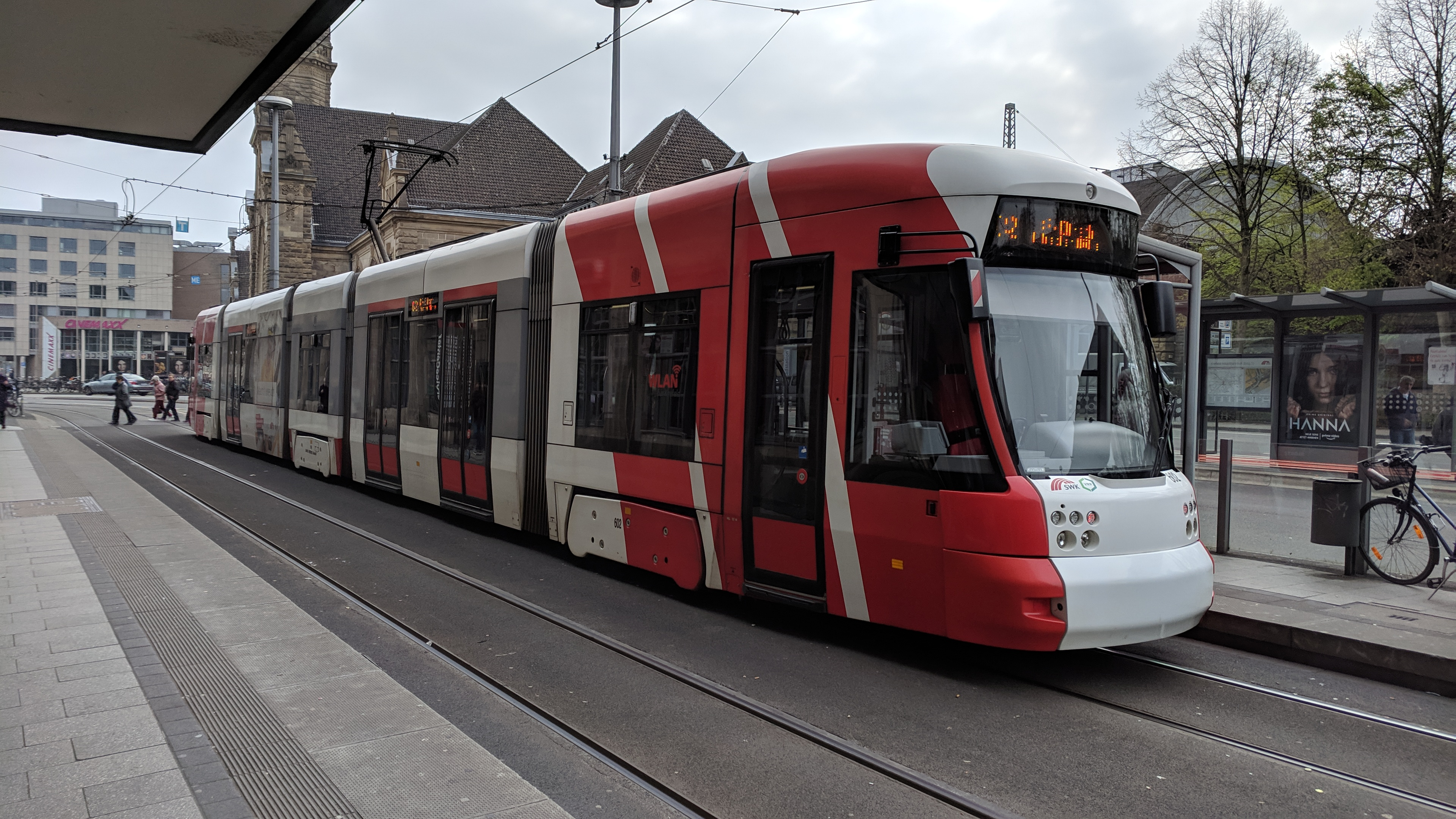
ドイツ：クレーフェルト
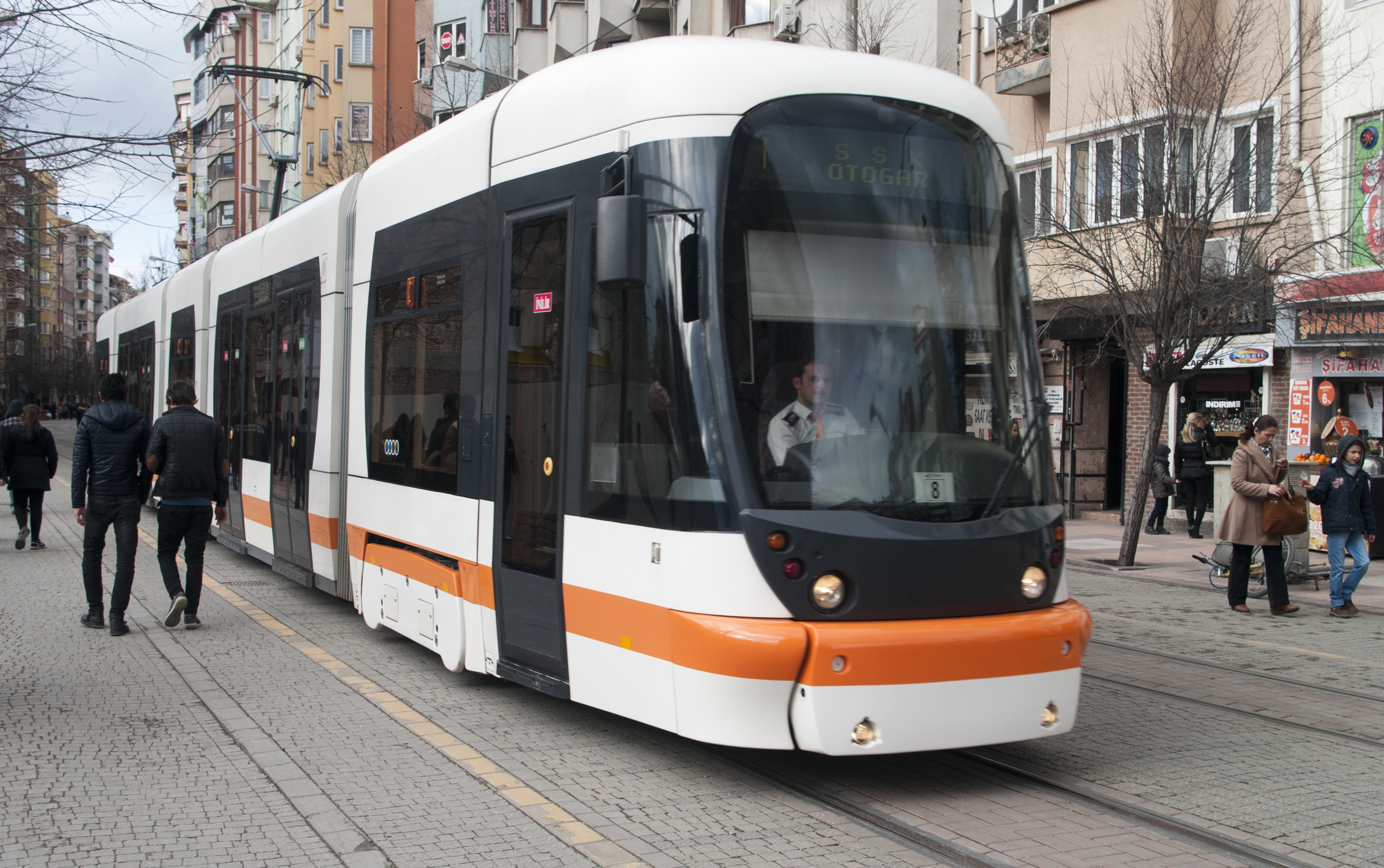
トルコ：エスキシェヒル
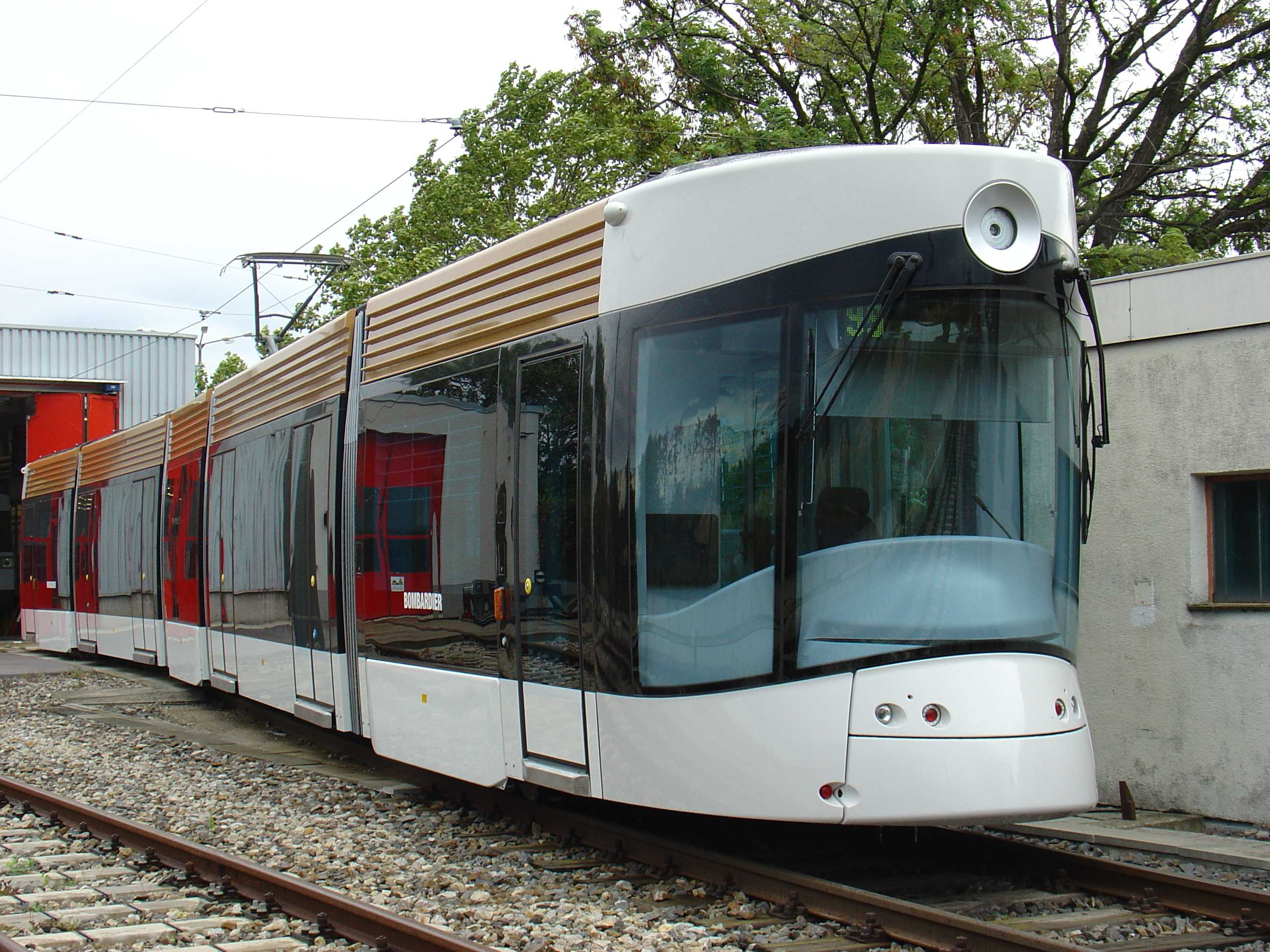
フランス：マルセイユ （マルセイユ・トラム）
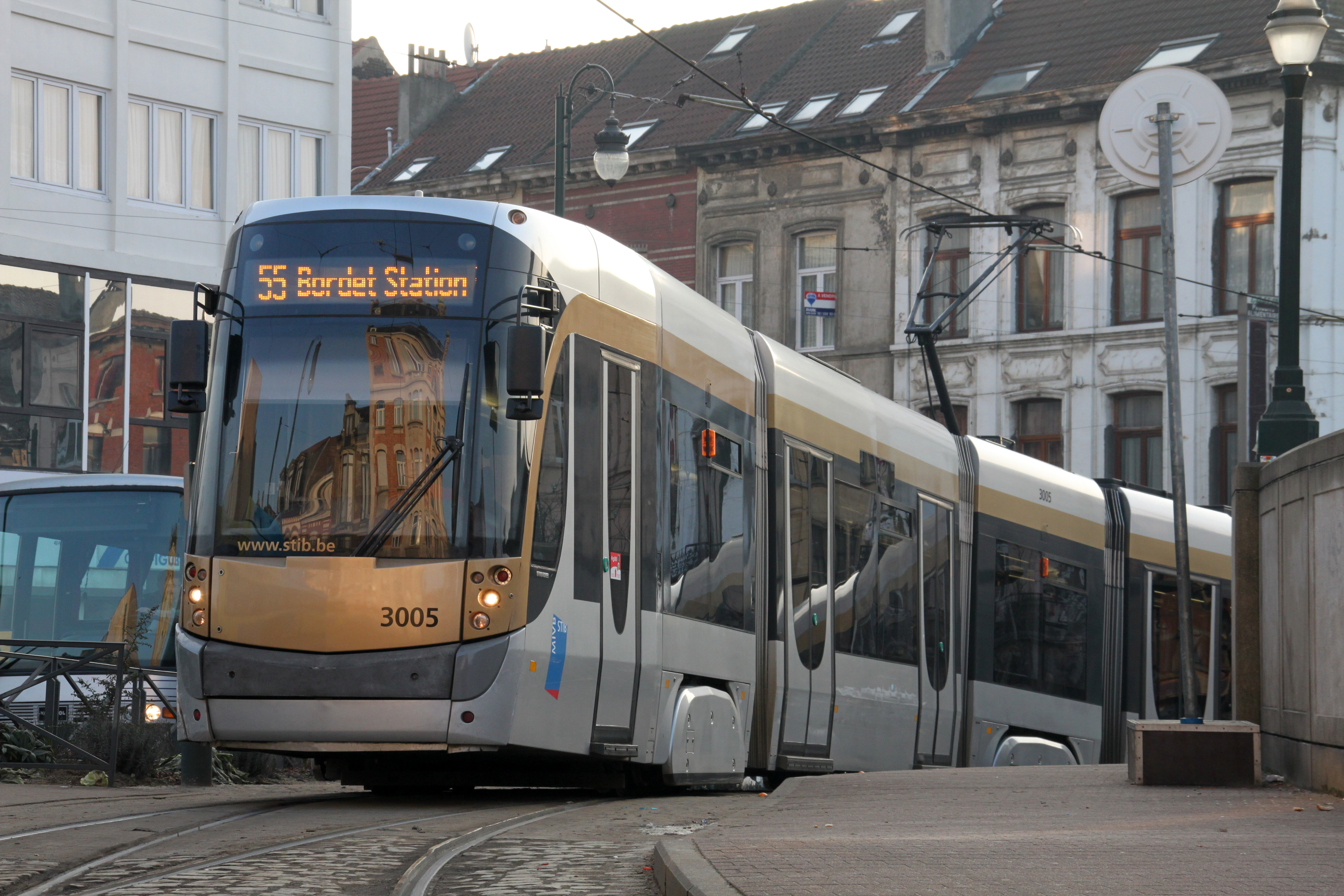
ベルギー：ブリュッセル （T3000形）
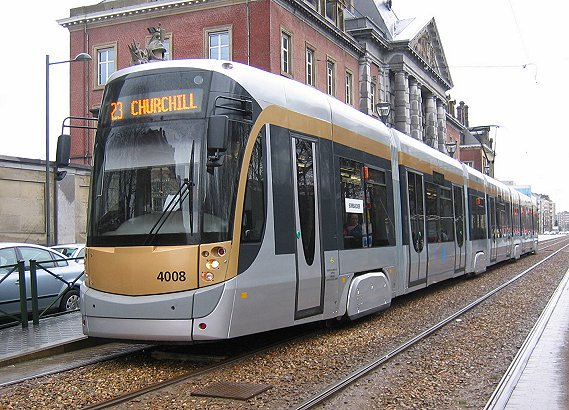
ベルギー：ブリュッセル （T4000形）
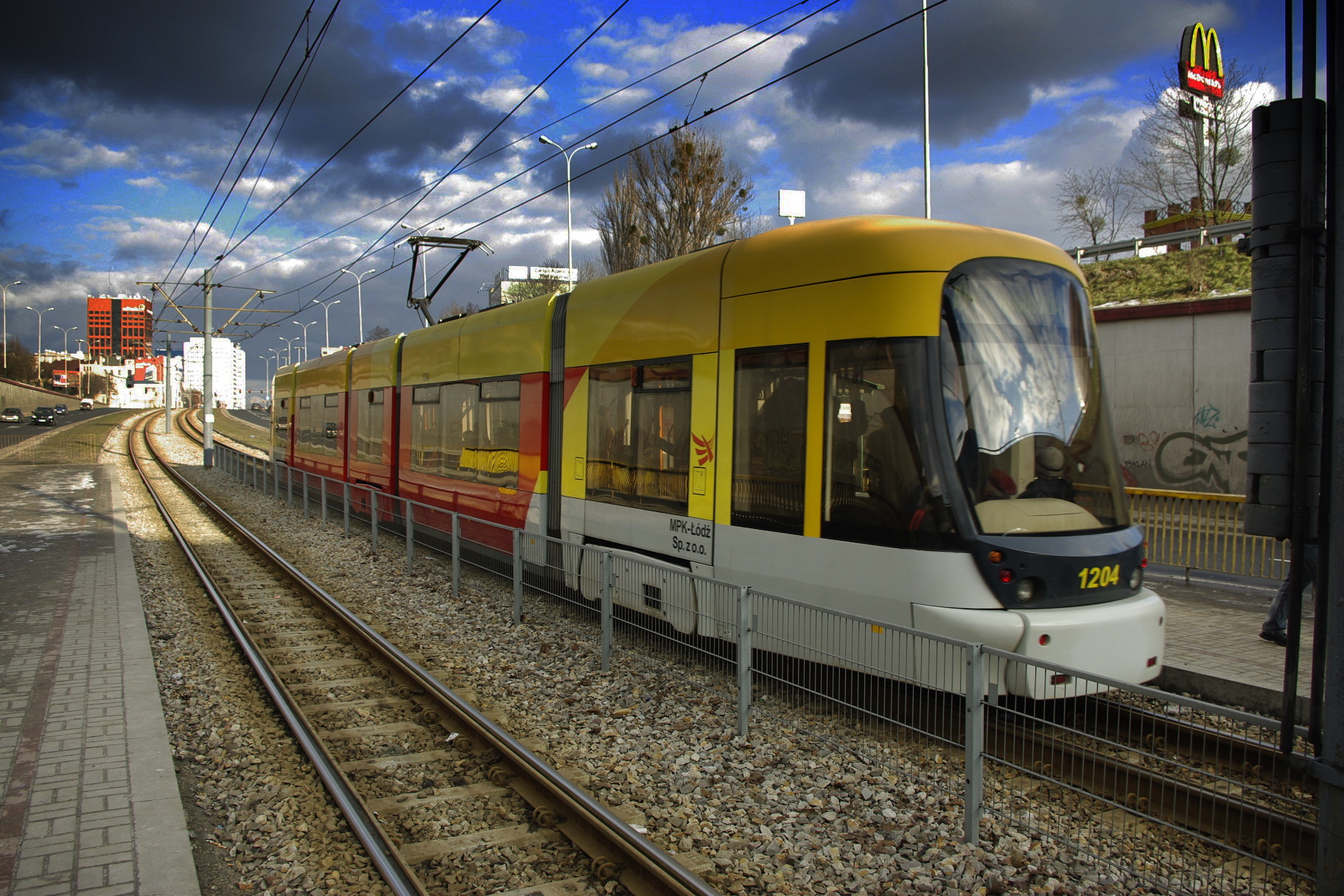
ポーランド：ウッチ

## 関連項目

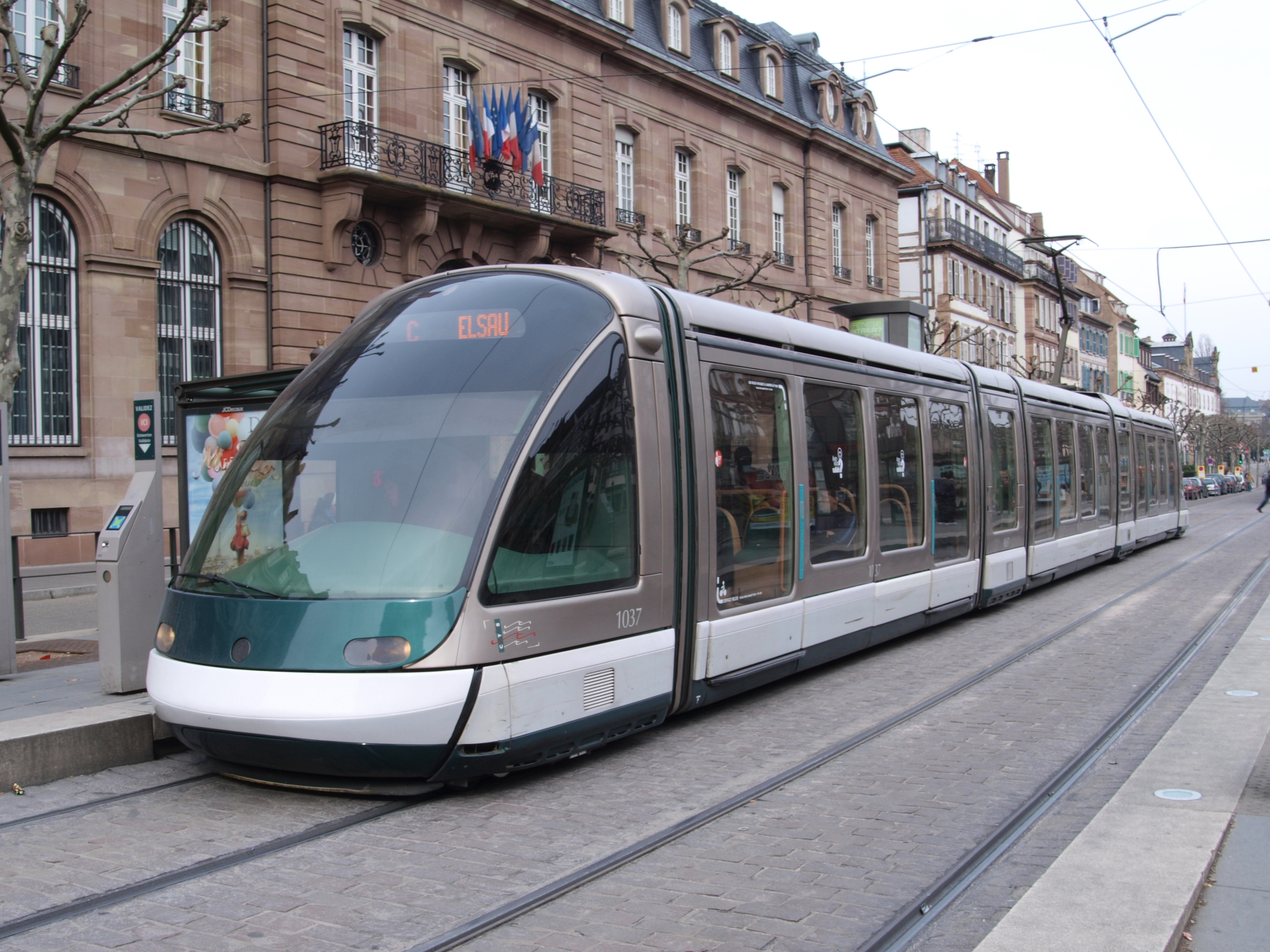
ユーロトラム
（フランス：ストラスブール）

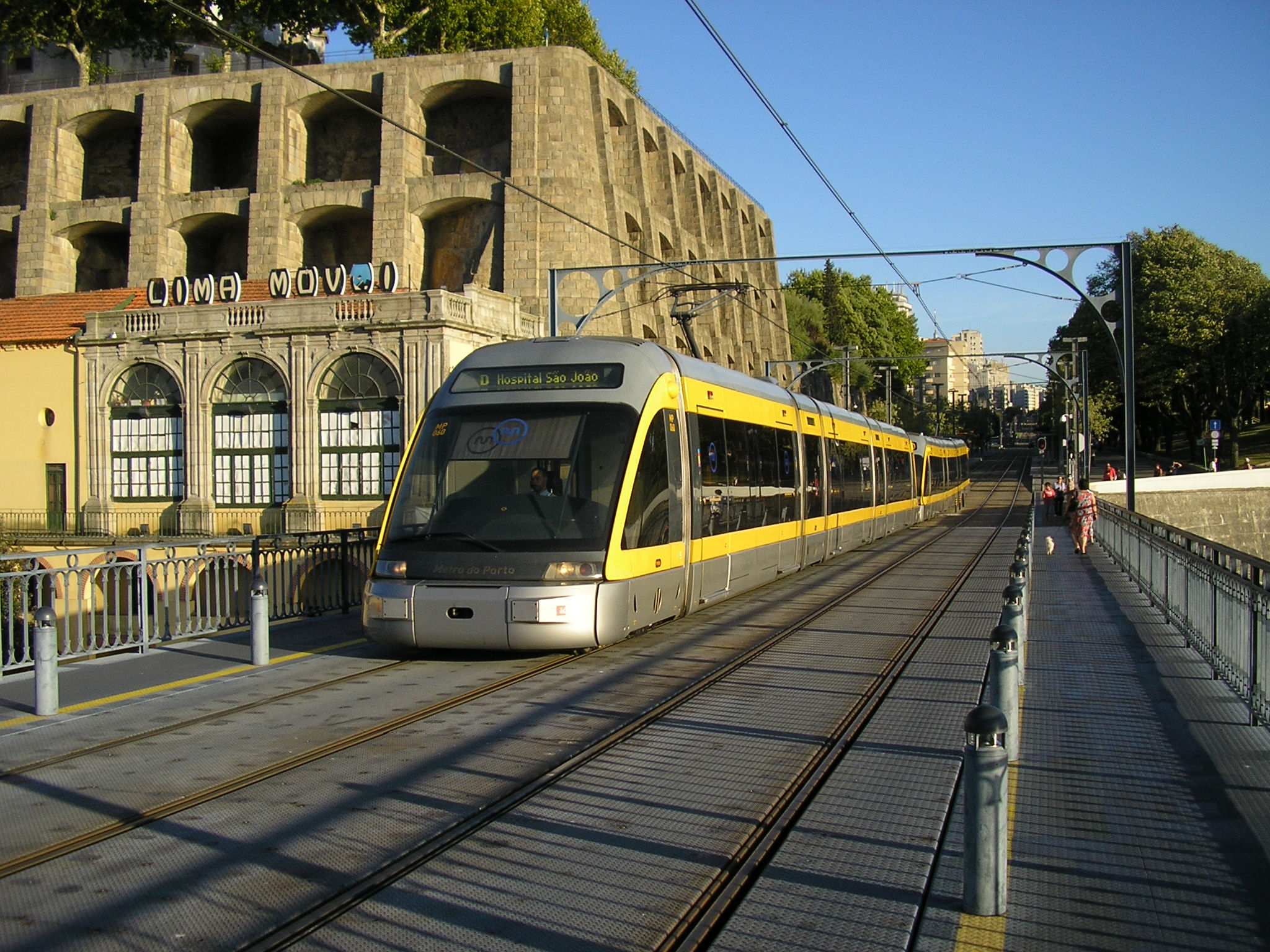
ユーロトラム （ポルトガル：ポルト）
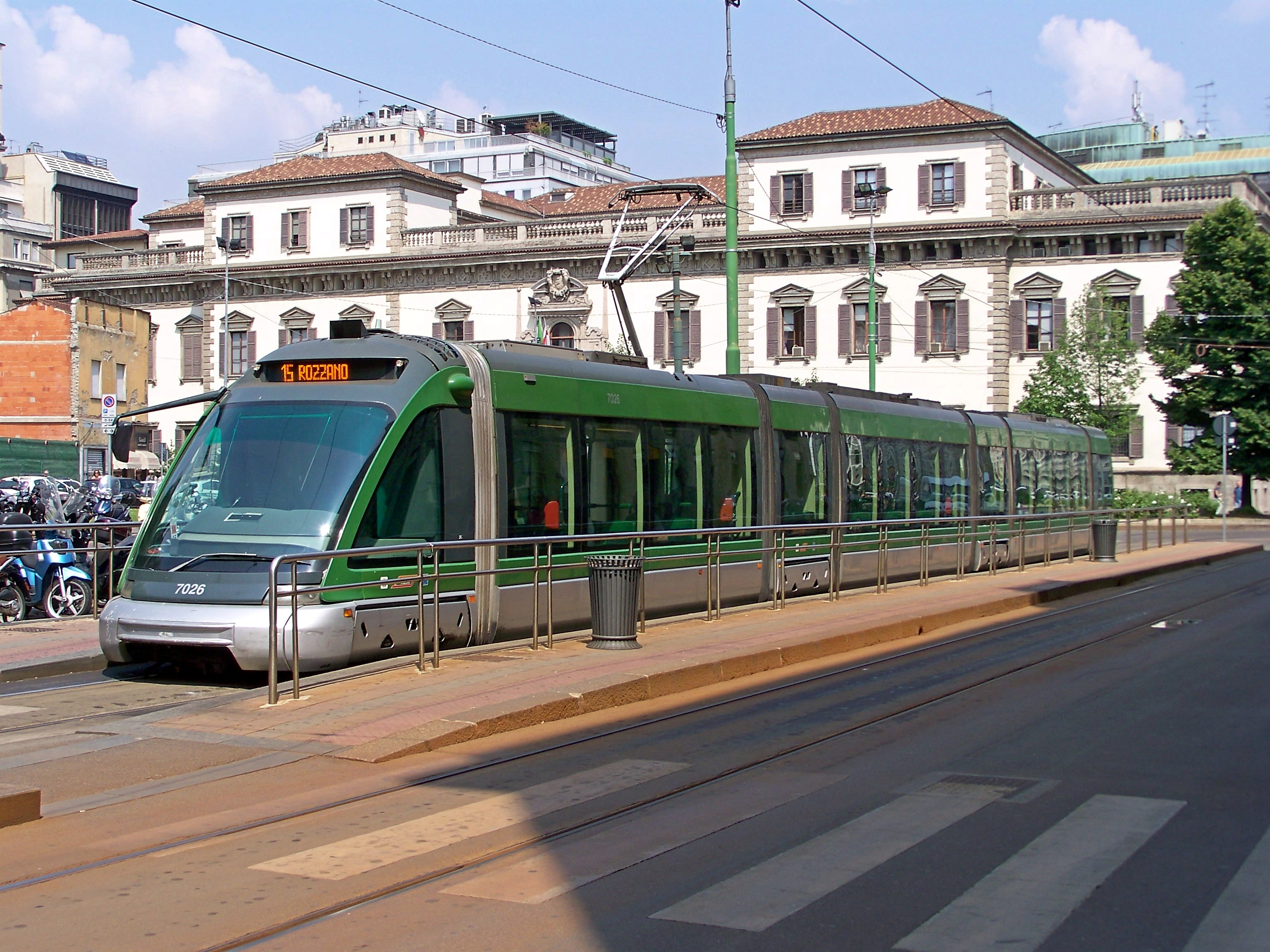
ユーロトラム （イタリア：ミラノ）